# 언더독 (2018년 영화)
《언더독》은 2019년 1월 16일에 개봉한 대한민국의 애니메이션 영화이다. 《마당을 나온 암탉》을 연출한 오성윤 감독과 이춘백 감독의 두 번째 장편 연출작으로, 성우진으로는 도경수, 박소담, 박철민, 이준혁 등이 참여하였다. 주인에게 버려진 유기견 '뭉치'가 야생 개들과 만나고, 그들과 함께 사냥꾼의 추적을 피해 떠난다는 이야기를 담고 있다.

## 캐스팅
- 도경수: 뭉치 역
- 박소담: 밤이 역
- 박철민: 짱아 역
- 이준혁: 사냥꾼 역
- 전숙경: 아리, 에꾸 시츄 역
- 연지원: 토리 역
- 강석: 개코 역
- 박중금: 까리, 남자 역
- 탁원정: 봉지, 공단 직원, 운전자, 마당개, 수류탄 병사 역
- 한신정: 추어탕집 주인, 순심이 역
- 김정은: 농장 주인, 선임 하사, 사냥꾼2, 렉카차 운전자 역
- 임지환: 샤말란 역
- 그 외: 이지운, 명순용, 진양욱

뭉치:유기견 개농장에서 태어나서 아저씨의 집에서 살았지만 결국 산골짜기에 버려진다. 처음에는 버려진거라곤 생각지도 못했지만 짱아가 말해줘서 자신을 찾고 밤이를 만나 짝사랑하다가 일명 "낙원"에서 새끼도 낳는다.
밤이:개농장에서 태어났다. 사냥꾼에게 증오감을 보이며 처음엔 뭉치를 거부하다가 서로 좋아하게 된다. 그리고 새끼3마리를 낳는다. 전투력이 상당하며 시크한 성격의 소유자. 이젠 도토리의 유일한 가족
도토리:어린개이며 자신도 할 수 있다는것을 증명하고 싶어하는데 너무 어리다. 그리고 철이 없어 아빠가 하는 것을 따라하다가 엄마 아빠를 잃는다. 하지만 점차 용감하고 강력한 늠름한 어른개로 성장할 가능성이 보이는 개.
봉지:짱아 무리의 족발뼈다귀 수집원 처음에 뭉치를 아지트로 데려온 장본인 봉지에서 발견되어서 이름이 봉지다. 하지만 사냥꾼에게 잡히고 만다.
짱아:무리를 이끄는 대장 겁쟁이 사투리를 쓴다. 별다른 활약은 없지만 개그담당

## 같이 보기
- 2019년 대한민국의 영화 목록